# So Dark the Con of Man
So Dark the Con of Man — второй студийный альбом норвежской урбан группы Madcon, выпущен в декабре 2007 года.

## Рецензии
У Madcon все весьма неплохо: увесистый «кач», приличные мелодии и томные темнокожие девы на подпевках. Судя по скорости, с которой Madcon осваивают национальные чарты, до нас они тоже доберутся и их хит «Beggin'» будет звучать в эфире не реже, чем в своё время «Crazy» Gnarls Barkley, тем более что песни весьма похожи.
 — пишет Алексей Ковалев в журнале Rolling Stone

## Список композиций
1. «Beggin'»
2. «Back On The Road» (Feat. Paperboys)
3. «Liar»
4. «Hard To Read» (Feat. Norra)
5. «Life’s Too Short»
6. «The Way We Do Thangs» (Feat. Timbuktu)
7. «Blessed»
8. «Suda Suda» (Feat. El Axel)
9. «Let It Be Known»
10. «Let’s Dance Instead»
11. «Dandelion»
12. «Pride & Prejudice» (Feat. Sofian)
13. «Me And My Brother»
14. «Loose» (UK bonus track)
15. «Doo Woop» (UK bonus track)

## Чарты
| Чарт (2007/2009)   | Наивысшее место |
| ------------------ | --------------- |
| Бельгия (Валлония) | 30              |
| Франция            | 11              |
| Норвегия           | 3               |
| Швейцария          | 59              |
| UK Albums Chart    | 137             |